# یواس‌اس اولندر (۱۸۶۳)
یواس‌اس اولندر (۱۸۶۳) (به انگلیسی: USS Oleander (1863)) یک کشتی بود که طول آن ۱۴۳ فوت (۴۴ متر) بود. این کشتی در سال ۱۸۶۳ ساخته شد.